# إيمانويل كارير
إيمانويل كارير (بالفرنسية: Emmanuel Carrère) ولد في 9 ديسمبر 1957 بباريس، وهو كاتب وكاتب سيناريو ومخرج أفلام. حصل على جائزة رينودو الأدبية عام 2011.

## أعماله

### روايات
- 1983: L'Amie du jaguar
- 1984: Bravoure
- 1986: La Moustache
- 1988: Hors d'atteinte
- 1995: La Classe de neige[الفرنسية]

### قصص
- 2000: L'Adversaire[الفرنسية]
- 2007: Un roman russe[الفرنسية]
- 2009: D'autres vies que la mienne[الفرنسية]
- 2011: Limonov[الفرنسية]

### مقالات
- 1982: فرنر هرتزوغ
- 1986: Le Détroit de Behring
- 1993: Je suis vivant et vous êtes morts[الفرنسية]

## أفلام

### أفلام
- 1998: La Classe de neige[الفرنسية] لكلود ميلر
- 2002: L'Adversaire[الفرنسية] لنيكول جارسيا
- 2003: Le soldat perdu
- 2003: Retour à Kotelnitch[الفرنسية]
- 2005: La Moustache[الفرنسية]

### أفلام ومسلسلات
- 1991: Léon Morin prêtre
- 1993: Monsieur Ripois
- 1995: Le Blanc à lunettes من خلال رواية لجورج سيمنون
- 1996: Les Clients d'Avrenos من خلال رواية لجورج سيمنون
- 1996: Pêcheur d'Islande
- 1998: Denis
- 2005: Désiré Landru
- 2008: Sous les vents de Neptune[الفرنسية]
- 2009: L'Homme aux cercles bleus
- 2009: L'Homme à l'envers
- 2010: Un lieu incertain[الفرنسية]
- 2010: Fracture[الفرنسية]
- 2012: Les Revenants[الفرنسية]

## وصلات خارجية
- إيمانويل كارير على موقع IMDb (الإنجليزية)
- إيمانويل كارير على موقع مونزينجر (الألمانية)
- إيمانويل كارير على موقع ألو سيني (الفرنسية)
- إيمانويل كارير على موقع ميوزك برينز (الإنجليزية)
- إيمانويل كارير على موقع أول موفي (الإنجليزية)
- إيمانويل كارير على موقع قاعدة بيانات الأفلام السويدية (السويدية)
- إيمانويل كارير على موقع قاعدة بيانات الفيلم (الإنجليزية)
- إيمانويل كارير على موقع كينوبويسك (الروسية)

- إيمانويل كارير  على قاعدة بيانات الخيال التأملي على الإنترنت